# اتفاق تطبيع العلاقات بين إسرائيل والسودان
اتفاق التطبيع الإسرائيلي السوداني هو اتفاقٌ أُعلن بين إسرائيل والسودان في 23 أكتوبر (تشرين الأول) 2020، وبتوقيعه أصبحت السودان خامس دولة عربية، بعد مصر عام 1979 والأردن عام 1994، والإمارات والبحرين في سبتمبر 2020 توقع اتفاقية سلام مع إسرائيل، ستعمل الاتفاقية على تسوية العلاقات بين البلدين وإقامة علاقات دبلوماسية كاملة بينهما. يُذكر أن السودان أرسل قوات لقتال القوات الإسرائيلية ويعتبر إسرائيل دولة معادية.

## التسمية
تُعرف معاهدة السلام حسب القانون الدولي بأنها معاهدة (أو اتفاق) بين طرفين أو أكثر من الأطراف المتعادية (عادةً ما تكون دولًا أو حكوماتٍ) بحيث تُنهي رسميًا حالة الحرب بين الأطراف. وُقعت معاهدة السلام المصرية الإسرائيلية في 26 مارس 1979، وترتب عليها توقف حالة الحرب التي كانت قائمة منذ الحرب العربية الإسرائيلية عام 1948 مع سحب إسرائيل لكامل قواتها المُسلحة والمدنيين من شبه جزيرة سيناء التي كانت قد احتلتها خلال حرب 1967. أما معاهدة السلام الأردنية الإسرائيلية والتي وُقعت في 26 أكتوبر 1994 فقد حسمت العديد من القضايا، ومنها الحدود الإدارية بين الأردن والضفة الغربية التي احتلتها إسرائيل عام 1967، بالإضافة لقضايا المياه والجرائم والبيئة والمعايير الحدودية وجوازات السفر والتأشيرات واللاجئين الفلسطينيين، ونصت مُعاهدة السلام على إنهاء حالة العداء الرسمية بين البلدين.
حسب خبير العلاقات الدولية والدبلوماسي العراقي السابق عمر غانم، فإنه في سياق القضية الفلسطينية يُمكن استعمال مصطلح «معاهدة سلام» مع الدول الحدودية لإسرائيل، والتي كانت قد دخلت في نزاعاتٍ مسلحةٍ مباشرة معها منذ عام 1948، وتشمل سوريا، لبنان، الأردن، مصر، فلسطين. أما «اتفاق التطبيع» فهو يُشير إلى جعل العلاقات طبيعيةً بعد فترةٍ من التوتر أو القطيعة، وتتضمن إنشاء علاقاتٍ دبلوماسية بين إسرائيل والدول المُقاطعة، تضامنًا مع القضية الفلسطينية والدول الحدودية، بالاعتماد على قرارات جامعة الدول العربية ومنظمة التعاون الإسلامي.
يُطلق على الاتفاق السوداني الإسرائيلي العديد من التسميات، وتتضمن: اتفاق التطبيع السوداني الإسرائيلي، معاهدة السلام السودانية الإسرائيلية، اتفاق السلام السوداني الإسرائيلي، الاتفاق الثلاثي (السوداني-الإسرائيلي-الأمريكي).

## خلفية تاريخية
السودان من الدول العربية التي خاضت حروبًا ضد إسرائيل، وشهدت عاصمتها الخرطوم اتخاذ قرار للجامعة العربية عرف بقرار اللاءات الثلاث: لا صلح، لا تفاوض، ولا اعتراف بإسرائيل. ويُذكر بأن السودان أرسلت قوات لمحاربة القوات الإسرائيلية في جميع الحروب العربية الإسرائيلية الكبرى، وتُعتبر إسرائيل دولة عدوة لها، وزُعم بأن القوات الجوية الإسرائيلية هاجمت القوات السودانية والإرهابيين الذين احتموا في السودان في عامي 2009 و2012.

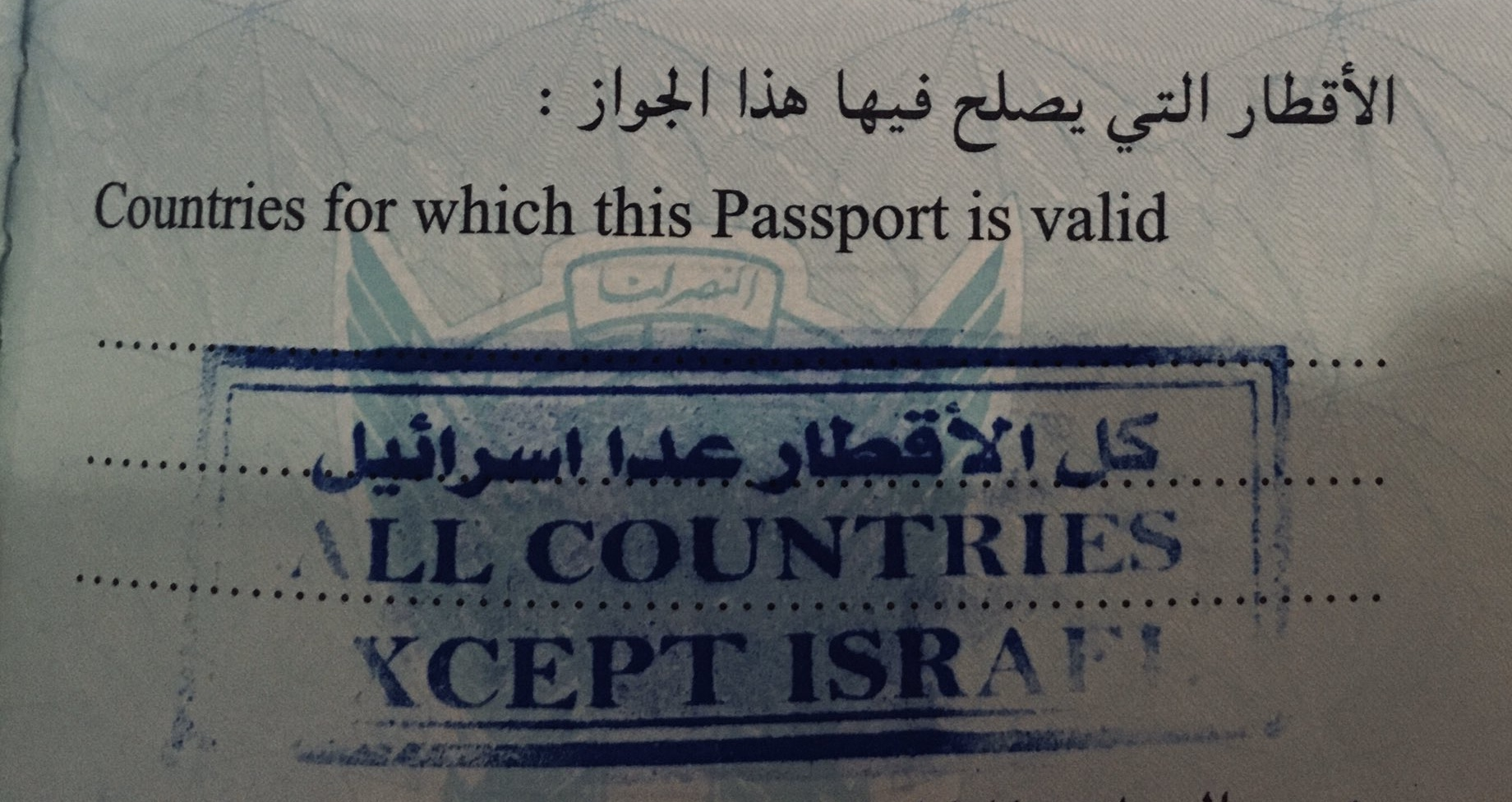
جواز السفر السوداني قبل مايو 2009

وفي عام 25 أكتوبر 2012، أعقاب انفجار مصنع اليرموك للذخائر، وصفت إسرائيل عبر مسؤولها في وزارة الدفاع عاموس جلعاد بأن «السودان دولة إرهابية خطيرة» دون أن يؤكد تورط إسرائيل بالقصف.
في أوائل كانون الثاني/يناير 2016، قام وزير الخارجية السوداني إبراهيم غندور والرئيس عمر البشير بتطبيع العلاقات مع إسرائيل بشرط أن ترفع الحكومة الأمريكية العقوبات الاقتصادية على السودان. أعقب الرئيس السوداني عمر البشير ذلك بقوله في مقابلة مع صحيفة عكاظ السعودية، «لو أن إسرائيل اليوم احتلت سورية لم تكن ستدمر كما حصل الآن، ولم تكن ستقتل كما هي الأعداد المقتولة الآن، ولن تشرد كما شرد الآن.»
تم الكشف أنه في مطلع سبتمبر 2016 تواصلت إسرائيل مع الحكومة الأمريكية وبعض الدول الغربية لتشجعهم على تحسين العلاقات بين إسرائيل والسودان بعد انقطاع العلاقات بين إيران والدول العربية في أفريقيا عام 2015. في حدثٍ أُقيم في بئر السبع فإن أيوب قرا كشف أنه على اتصال ببعض المسئولين السودانيين، ولم ينفِ الأخبار التي ترددت بخصوص قيام مسئول سوداني بزيارة إسرائيل. في فبراير 2020 التقى بنيامين نتنياهو بعبد الفتاح البرهان في أوغندا، واتفقا على تطبيع العلاقات بين البلدين، ولاحقًا في نفس هذا الشهر سُمح للطائرات الإسرائيلية بالتحليق في أجواء السودان. في مايو 2020، أرسلت إسرائيل طائرة بمُسعفين ومُعدات إلى السودان في محاولة لإنقاذ دُبلوماسي أُصيب بـجائحة فيروس كورونا.
وفي أغسطس/آب 2020، قام وزير الخارجية الأمريكي بجولة في عدد من دول الجامعة العربية، ومن بينها السودان. في 15 سبتمبر 2020، وقعت الإمارات العربية المتحدة والبحرين مع إسرائيل اتفاقيات التطبيع مع إسرائيل وأفادت الأنباء آنذاك بأن من المُتوقع أن يوقع السودان وعمان على الاتفاقيات بعد الانتخابات الأمريكية.
في 19 أكتوبر 2020، غرّد الرئيس دونالد ترامب على تويتر قائلاً «أخبار عظيمة! وافقت الحكومة السودانية الجديدة، التي تحرز تقدما كبيرا، على دفع 335 مليون دولار لضحايا الإرهاب والعائلات الأميركية، بمجرد إيداعها، سأرفع السودان من قائمة الدول الراعية للإرهاب. أخيراً، العدالة للشعب الأمريكي وخطوة كبيرة للسودان!» وفي 22 أكتوبر/تشرين الأول، قال وزير الإعلام السوداني يوم الخميس إن الأموال قد أودعت.
وفي 22 أكتوبر/تشرين الأول 2020، زار وفد إسرائيلي السودان، حيثُ التقى عبد الفتاح برهان لإجراء محادثات حول تطبيع العلاقات بين البلدين. في 23 أكتوبر/تشرين الأول 2020، اتفقت إسرائيل والسودان على اتفاق لتطبيع العلاقات. وأُعلن عن هذه الاتفاقية عبر مؤتمر هاتفي بحضور الرئيس دونالد ترامب، ورئيس مجلس السيادة السوداني عبد الفتاح برهان، ورئيس الوزراء السوداني عبد الله حمدوك، ورئيس الوزراء الإسرائيلي بنيامين نتنياهو. وقال وزير الخارجية السوداني بالوكالة في 23 تشرين الأول/أكتوبر على شاشة التلفزيون الرسمي إن اتفاق السودان سيعتمد على موافقة المجلس التشريعي الذي لم يتم تشكيله بعد.

## الاتفاقية
في 23 أكتوبر 2020، أُعلن عن الاتفاق السوداني الإسرائيلي والذي سيعمل على تسوية العلاقات بين البلدين وإقامة علاقات دبلوماسية كاملة بينهما، وجاء في البيان أنهم قد اتفقوا على بدء علاقات اقتصادية وتجارية مع التركيز في البداية على الزراعة بالإضافة إلى مجالات التكنولوجيا الزراعية والطيران والهجرة وغيرها، وقد جاءت اتفاقية التطبيع في نفس اليوم الذي وقع فيه دونالد ترامب على إزالة السودان من قائمة الإرهاب.
علق الرئيس الأمريكي دونالد ترامب على اتفاق التطبيع قائلا: «فوز كبير للولايات المتحدة والسلام في العالم. وافق السودان على اتفاق سلام وتطبيع مع إسرائيل! مع الإمارات والبحرين، قامت الثلاث دول هذه بذلك في غضون أسابيع فقط. المزيد سوف يتبعهم!»

## ردود الفعل

### السلطة الفلسطينية
- دولة فلسطين: أعلن الرئيس الفلسطيني إدانته ورفضه لاتفاق التطبيع لأن ذلك يتعارض مع قرارات القمم العربية و‌مبادرة السلام العربية التي أقرتها القمم العربية والإسلامية ومجلس الأمن الدولي وفقًا للقرار 1515.[35]

#### الردود الشعبية الفلسطينية
أعلنت حركة الجهاد الإسلامي في فلسطين في بيانٍ لها أنَّ الاتفاق بين السودان وإسرائيل «خيانة لفلسطين، وتهديد لهوية ومستقبل السودان وخيانة للأمة ولثوابت الإجماع العربي»، وأضافت «نحن نثق بأن الشعب السوداني والأحزاب القومية والوطنية في السودان لن تقبل هذه الخيانة، وقوى الحرية والتغيير أمام اختبار مصيري سيحدد مسار التغيير في هذا البلد العزيز على قلوبنا».
كما أصدرت حركة المقاومة الإسلامية (حماس) بيانًا عبرت فيه عن إدانتها وغضبها من التطبيع، وأشارت بأنَّ هذا «التطبيع المشين والمهين الذي لا يليق بالسودان شعبًا وتاريخًا ومكانةً ودورًا كدولة عمق داعمة لفلسطين وقضيتها ومقاومتها»، كما دعت «شعب السودان البطل إلى رفض هذا الاتفاق العار والذي لن يجلب للسودان استقرارًا ولا انفراجًا كما يدعون، بل سيأخذ السودان نحو المزيد من التشتت والتضييق والضياع».
اعتبر المجلس الوطني الفلسطيني اتفاق تطبيع «استخدامًا مرفوضًا للقضية الفلسطينية، مقابل وعود وأوهام أميركية وإسرائيلية، لن تجلب السلام والازدهار والتنمية للمنطقة بأكملها»، كما أكد في بيانٍ له أنَّ «هذا الاتفاق التطبيعي، يمثل خرقاً وخروجاً على قرارات الإجماع العربي والإسلامي، تجاه القضية الفلسطينية، وانتهاكاً صارخاً لحقوق شعبنا وقضيته».

### الحكومة الإسرائيلية
قال رئيس الوزراء الإسرائيلي بنيامين نتانياهو أنَّ الاتفاق مع السودان على إقامة علاقات دبلوماسية «يعد تقدمًا كبيرًا للسلام وبداية لعهد جديد»، حيث وصف العلاقة معها بأنها «تحوّل استثنائي».

### الحكومات العربية
- مصر: أشاد الرئيس عبد الفتاح السيسي بموافقة البلدين على تطبيع العلاقات. كما رحب بالجهود المشتركة بين الولايات المتحدة والسودان وإسرائيل لتطبيع العلاقات.[40]
- الإمارات العربية المتحدة: رحبت وزارة الخارجية الإماراتية بتطبيع العلاقات وقالت إن القرار «خطوة مهمة لتعزيز الأمن والازدهار في المنطقة... (و) من شأنه توسيع نطاق التعاون الاقتصادي والتجاري والعلمي والدبلوماسي».[41]
- البحرين: وصفت وزارة الخارجية البحرينية إعلان (السلام بين إسرائيل والسودان) بأنه «خطوة تاريخية إضافية على طريق تحقيق السلام والاستقرار والازدهار في منطقة الشرق الأوسط».[42]

### الحكومات غير العربية
- إيران: غردت وزارة الخارجية الإيرانية على تويتر باللغة الإنجليزية بأن الإعلان كان بمثابة «ادفعوا فدية، وأغمضوا أعينكم عن الجرائم ضد الفلسطينيين، لنشطبكم من القائمة السوداء المزعومة "الإرهاب.» ووصفت التطبيع بأنهُ «تطبيع صوري».[43][44]
- كندا: صرح وزير الخارجية الكندية فرانسوا فيليب شامبين على تويتر أن «كندا ترحب بالتطبيع بين إسرائيل والسودان. وهذه الاتفاقية خطوة إيجابية إلى الأمام ستسهم في تعزيز الاستقرار والأمن وإتاحة الفرصة لجميع شعوب هذه المنطقة».[45]
- المملكة المتحدة: رحب وزير الخارجية البريطانية دومينيك راب بتطبيع العلاقات معتبرًا أنها «خطوة إيجابية بين صديقين عزيزين. وهذه الخطوة هي دفعة للانتقال الديمقراطي في السودان والسلام في المنطقة».[46]
- ألمانيا: رحبت ألمانيا بالصفقة باعتبارها دفعة للاستقرار في الشرق الأوسط وأشادت بدور الولايات المتحدة في التوسط فيها.[47]

### المنظمات
- الاتحاد الأوروبي: رحب الاتحاد الأوروبي بالإعلان عن الاتفاقية، أشار إلى «موقفه الطويل الأمد بأن التسوية الشاملة للنزاع العربي الإسرائيلي تتطلب نهجًا إقليميًا شاملاً ومشاركة الطرفين».[48]
- الأمم المتحدة: أعرب الأمين العام أنطونيو غوتيريش عن أمله في أن يؤدي الاتفاق بين إسرائيل والسودان لتطبيع العلاقات إلى خلق فرص للسلام والازدهار.[49]

### ردود فعل الجماعات والطوائف السياسية والشعبية العربية والدولية
- السودان: أفادت التقارير بأن علماء الإسلام في السودان أصدروا فتوى في 1 أكتوبر/تشرين الأول، أعلنوا فيها معارضتهم للحكومة المركزية في الخرطوم بسبب تطبيع العلاقات مع إسرائيل،[50] وأيضًا دعم الفتوى رجال دين سودانيون آخرون.[51] كما أصدر الحزب الشيوعي السوداني بيانًا جدد فيه رفضه للتطبيع وتضامنه مع قوى التحرر الوطني، حيث قال الحزب «نرفض مشروع صفقة القرن الأمريكية، وندين بشدة التطبيع مع إسرائيل، ويطالب الحكومة بوقف وإلغاء الإجراءات التي اتخذت، بما فيها السماح للخطوط الجوية الاسرائيلية، المرور عبر الأجواء السودانية»، كما طالب «بالكشف وإلغاء أي اتفاقات جرت مع رئيس إسرائيل، لحين حصول الشعب الفلسطيني على الحل العادل لقضيته، وتحقيق أمن شعوب المنطقة من الاعتداءات الاسرائيلية».[52] كما أحرق عددٌ من المتظاهرين الأعلام الإسرائيلية في العاصمة السودانية احتجاجًا على اتفاق التطبيع.[53]
- الولايات المتحدة: اتهم المجلس الديمقراطي اليهودي الرئيس الأمريكي باستخدام إسرائيل «كأداة سياسية» قبل الانتخابات، بينما هُناك مُنظمات يهودية أُخرى في أمريكا تُشيد بالاتفاق، وتحث الفلسطينيين على التفاوض.[54]
- اليمن: أصدر المكتب السياسي للحوثيين بيانًا أدان فيه بشدة التطبيع، وذكر أنه يهدف إلى «تصفية القضية الفلسطينية»، كما اعتبر أنَّ «التطبيع يعد لهثا وراء مصالح الصهاينة بتصفية القضية الفلسطينية والتآمر عليها وعلى الشعب الفلسطيني»، وأضاف البيان أنَّ «الأنظمة التي تماهت وانخرطت مع أطماع إسرائيل، باتت اليوم مكشوفة ومفضوحة أمام شعوبها وشعوب المنطقة».[55]